# Звездообразен форт
Звездообразният форт (наричан още trace italienne) е вид фортификация в стила, който се появява в Епохата на барута, когато оръдията започват да доминират бойните полета. Подобен форт се създава за пръв път в средата на XV в. в Италия. Пасивното пръстенообразно укрепление от Средните векове се оказва уязвимо спрямо топовни атаки, идващи отвън срещу отвесната зидана стена. В допълнение атакуваща армия, която може да се доближи достатъчно, е способна да подкопае стените в известна безопасност, защото защитниците не могат да обстрелват атакуващите от близките стени. Контрастно на замъците, звездообразната крепост е съвсем плоска конструкция, съставена от ров (изкоп) и множество триъгълни бастиони, проектирани най-вече, за да се покриват един друг. Допълнителни постройки като равелини, хорнверки и отделни полусамотоятелни фортове се изграждат, за да се постигне сложна симетрична система.
Звездообразните укрепления се развиват и през XV и XVI в., най-вече като отговор на френската инвазия на Апенинския полуостров. Френските сили за въоръжени с нови оръдия и бомбарди, които лесно унищожават традиционните замъци и крепости, построени през Средновековието. За да се противопоставят на новите оръжия, италианците правят крепостните стени по-ниски и по-дебели. Строени са от много видове материал, но най-често от пръст и тухли, защото тухлата не се разбива при удар от снаряд, какъвто е случаят с камъка. Друга важна иновация са бастионите, които характеризират подобни звездообразни крепости. За да се подобри защитата на форта, трябва да се включат и оръдия за ответен обстрел, често от няколко ъгъла. Резултатът от това са звездообразните фортове.
Те се изграждат от Микеланджело в защитите на Флоренция и се подобряват, и усъвършенстват през XVI век от Балдасаре Перуци и Винченцо Скамоци.
Фортовете се разпростират извън Италия през 1530-те и 1540-те. Множество от тях се строят из цяла Европа през идните три века. Из Стария континент се търсят все повече италиански инженери и архитекти за строежа на новите фортове.
Архитектът от края на XVII в. Мено ван Кьохорн и Вобан (военният инженер на Луи XIV) усложняват фортовете до краен предел.

Звездообразните крепости въздействат впоследствие и върху ренесансовия идеал за град: 
| „ | Ренесансът е хипнотизиран от един вид град, който за век и половина - от Филарете до Скамоци - се включва във всеки утопистки чертеж: това е звездообразният град. | “ |

През XIX век появата на взривния снаряд променя същността на защитните укрепления.